# Dar El Bey
Le Dar El Bey (arabe : دار الباي), connu sous l'appellation de Palais du Gouvernement (قصر الحكومة), est un palais de la médina de Tunis.
Il abrite de nos jours le siège du chef du gouvernement tunisien après avoir été longtemps réservé aux hôtes de l'État.

## Emplacement
Le Dar El Bey se trouve dans le quartier de la kasbah qui abrite plusieurs institutions publiques. Son entrée principale est située au sud de la place du Gouvernement qui s'ouvre à l'ouest sur la place de la Kasbah.

## Histoire
Le palais est construit au XVIIe siècle par le bey mouradite Hammouda Pacha Bey. En 1795, le bey husseinite Hammouda Pacha le réaménage et y rajoute un étage. Henry Dunant l'a considéré comme « le plus beau type d'habitation princière de type mauresque qui existe dans le monde ».
Ce palais devient, bien avant que la Tunisie n'accède à son indépendance, le siège du chef du gouvernement : Mustapha Kaak est ainsi le premier à l'occuper.

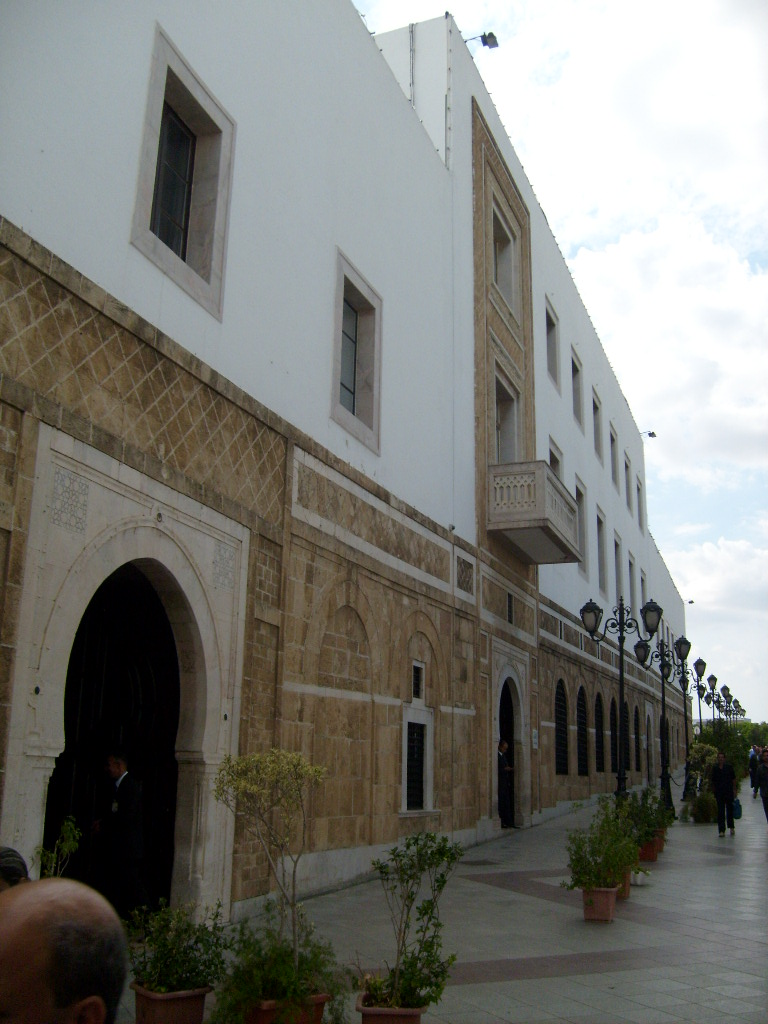
Façade du Dar El Bey depuis la place de la Kasbah.
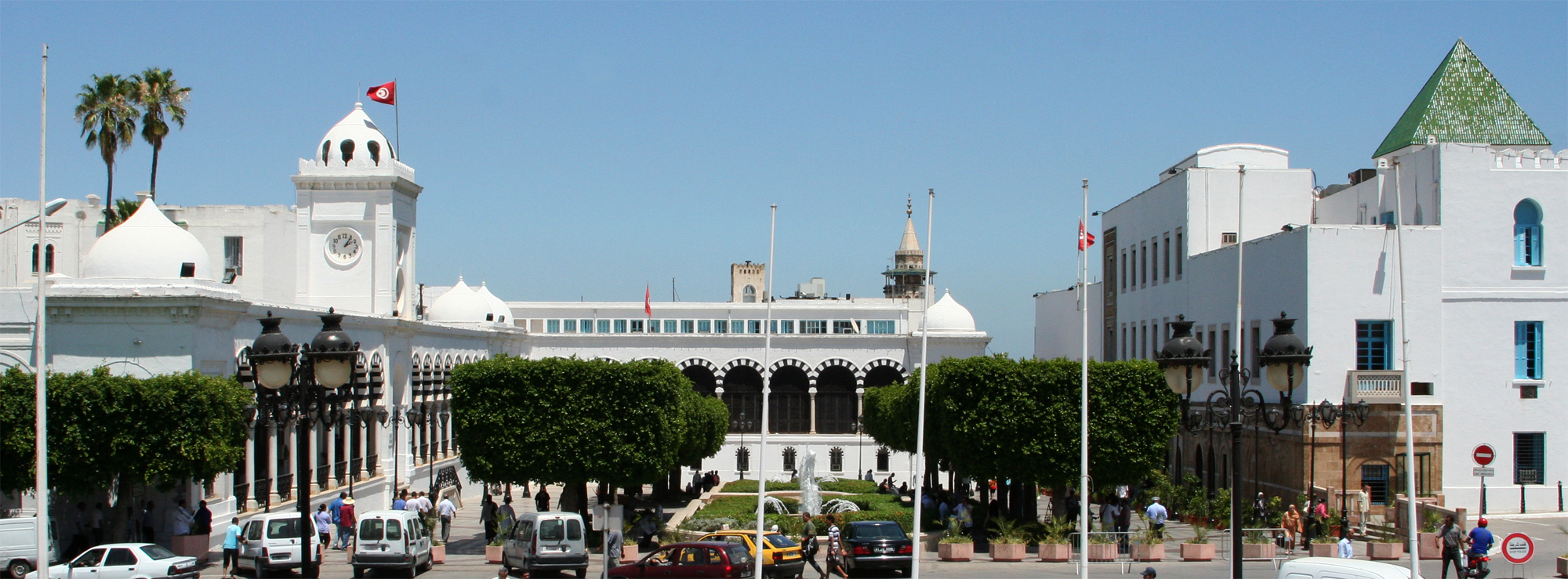
Vue générale de la place du Gouvernement avec le Dar El Bey à droite.
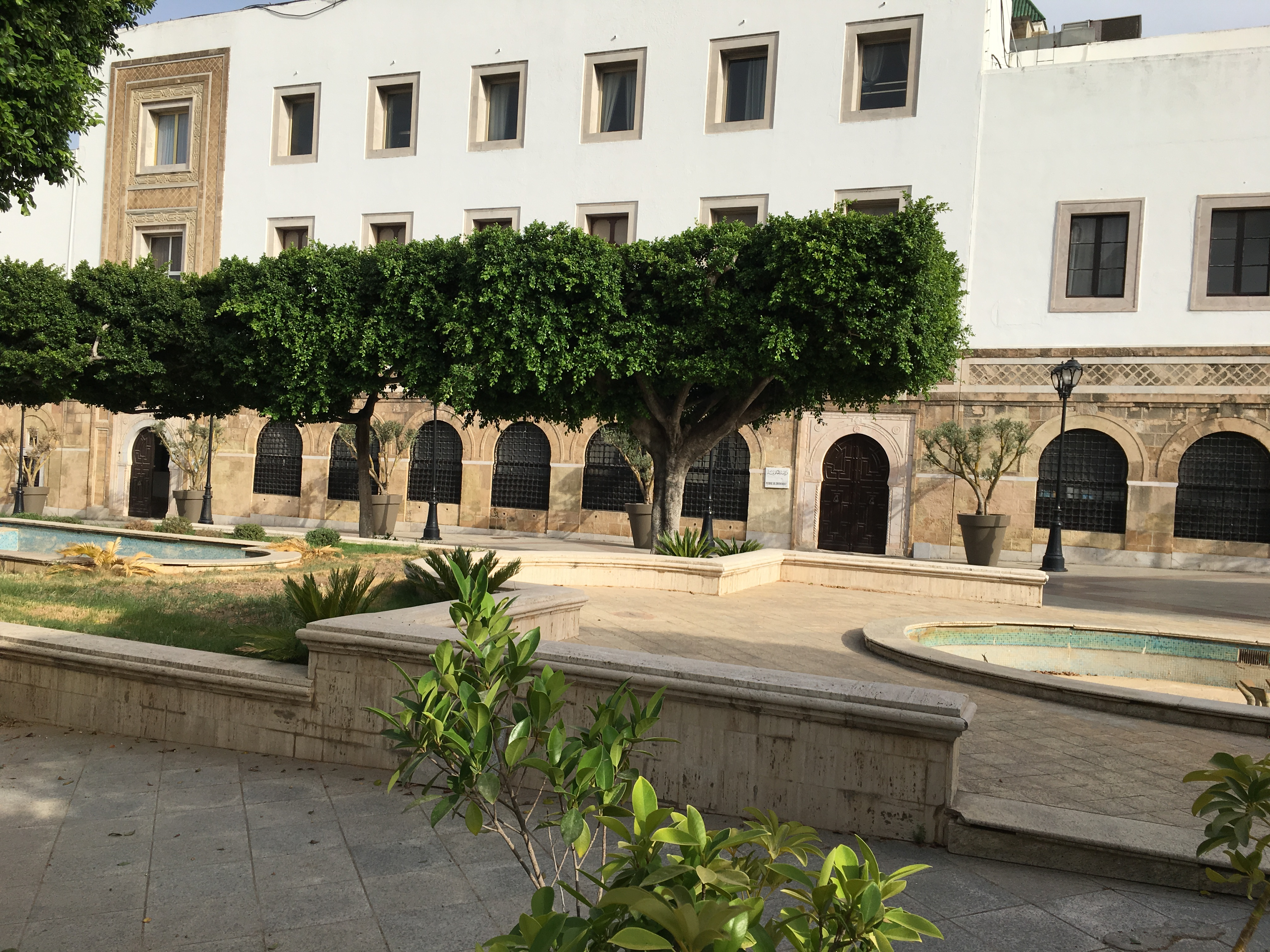
Vue de face du Dar El Bey, en 2019.

## Description
La cour est pavée en marbre blanc et entourée d'un portique sur les deux côtés ; une série de seize colonnes torses, des arches décorées en marbre blanc et noir et un plafond doré et finement sculpté d'arabesques complète la décoration. Le palais est doté d'un étage constitué de pièces luxueuses et finement décorées par des artistes marocains et espagnols ; ces pièces se distinguent par la splendeur de leurs plafonds peints et dorés ainsi que par la beauté des lambris en plâtre sculpté et des panneaux de faïence de type andalou.
Les salles sont garnies de représentation bibliques et historiques. L'une des salles est tapissée de glaces sur les parois et le plafond ; la salle à manger comporte un plafond élevé, doré et décoré d'arabesques de plusieurs couleurs.